# Кисри, Рашид
Рашид Кисри — марокканский бегун на длинные дистанции, который специализируется в марафоне. На олимпийских играх 2012 года занял 18-е место с результатом 2:15.09. Занял 11-е место на чемпионате мира 2011 года. На чемпионате мира 2009 года занял 26-е место.
В 2009 году занял 5-е место на Парижском марафоне с личным рекордом 2:06.48. В 2011 году занял 4-е место на Пражском марафоне с результатом 2:08.40. С результатом 2:12.17 занял 10-е место на Роттердамском марафоне 2012 года.

## Сезон 2014 года
2 января занял 7-е место на Сямыньском марафоне — 2:10.57.